# 鳥羽徹
鳥羽 徹（とば とおる）は、日本のライトノベル作家である。代表作に『天才王子の赤字国家再生術〜そうだ、売国しよう〜』などがある。

## 概要
中学校時代にライトノベル業界を知ったことから小説を書き始め、高校時代からは本格的な投稿を始めた。2009年の第1回GA文庫大賞では作品「オルキヌス」で前期奨励賞を受賞し、同作を改題した作品『オルキヌス 稲朽深弦の調停生活』でデビューした。2021年5月には4Gamer.net内での『トロピコ6 Nintendo Switchエディション』のプレイレポートに参加者として登場している。代表作の『天才王子の赤字国家再生術〜そうだ、売国しよう〜』は、2020年2月時点でのシリーズ累計部数が25万部を超えている。

## 作品一覧
- 『オルキヌス 稲朽深弦の調停生活』（イラスト: 戸部淑、GA文庫〈SBクリエイティブ〉）
  1. 2009年4月15日[6]、ISBN 978-4-7973-5463-8
  2. 2009年7月15日[7]、ISBN 978-4-7973-5584-0
  3. 2009年11月15日[8]、ISBN 978-4-7973-5765-3
  4. 2010年3月15日[9]、ISBN 978-4-7973-5934-3
- 『ボーイ・ミーツ・ハート!』（イラスト: H2SO4、GA文庫〈SBクリエイティブ〉）
  1. 「-彼女のフラグは難攻不落!?-」、2011年6月15日[10]、ISBN 978-4-7973-6592-4
  2. 「-彼女のハートは純情可憐!?-」、2011年11月15日[11]、ISBN 978-4-7973-6691-4
- 『幻葬神話のドレッドノート』（イラスト: 赤井てら、GA文庫〈SBクリエイティブ〉）
  1. 2015年8月12日[12]、ISBN 978-4-7973-8468-0
  2. 2015年12月15日[13]、ISBN 978-4-7973-8510-6
- 『天才王子の赤字国家再生術〜そうだ、売国しよう〜』（イラスト: ファルまろ、GA文庫〈SBクリエイティブ〉）